# Eduard Alentorn
Eduard B. Alentorn, né le 4 décembre 1855 à Falset dans la Province de Tarragone, et mort 7 septembre 1920 à Manresa dans la province de Barcelone, est un sculpteur espagnol. 

## Biographie
Eduard Batiste Alentorn naît le 4 décembre 1855 à Falset dans la province de Tarragone. Il vit une enfance très difficile, car son père essaye à plusieurs reprises de le tuer, lui et son frère, et, après une dernière tentative infructueuse, les  abandonnent.
Eduard Alentorn s'intéresse à la sculpture dès son plus jeune âge et, à l'âge de quatorze ans, il est déjà inscrit à l'École de la Llotja de Barcelone comme étudiant en dessin ancien, sculpture et anatomie picturale jusqu'en 1874, date à laquelle il termine ses études de manière satisfaisante. À la Lonja, il a pour principal professeur Joan Roig i Solé, avec qui il avait déjà commencé à étudier la sculpture à l'âge de treize ans dans son atelier de Carrer d'Aragon. Entre 1870 et 1877, il travaille d'abord avec Rafael Atché, mais surtout avec Andreu Aleu (es), l'un de ses principaux professeurs. Plus tard, il devient le disciple des frères Vallmitjana (Venancio Vallmitjana (es) et Agapito Vallmitjana (es)), qui l'introduisent pleinement dans le mouvement artistique de l'époque, et en 1882, on lui confie la sculpture de la Vénus de la Cascade dans le Parc de la Ciutadella. Il passe quelques années à étudier à Rome jusqu'en 1881, bien que l'on ne sache pas avec certitute par quelle institution il obtient une bourse. La Commission de la Citadelle, ayant abandonné les travaux des frères Vallmitjana, lui confie l'exécution du groupe central de la Cascade du Parc, qui avait été précédemment esquissé par les frères précités. Ainsi, comme le montrent les documents relatifs à l'exécution de l'œuvre (Archivo Histórico Administrativo de Barcelona), Eduard Alentorn exécute l'œuvre seul et ajoute également toutes sortes de détails qui ne figuraient pas dans le projet des frères Vallmitjana. Ce fait signifie que l'œuvre peut sans aucun doute être considérée comme l'œuvre d'Eduard Alentorn et non des frères Vallmitjana. La décoration phytomorphique du dos nous montre déjà l'énorme personnalité du sculpteur Eduard Alentorn, surtout dans ce type de naturalisme qui caractérise cette première période de sa vie. Ainsi, un an plus tard (1883), il signe un contrat avec la Commission de la Citadelle pour deux sculptures assises à placer sur la façade du Musée Martorell. Et c'est dans la sculpture de Jaume Salvador, achevée en 1886, qu'il démontre une fois de plus ce naturalisme en représentant plusieurs variétés de plantes autour de la sculpture, soulignant ainsi le métier de naturaliste de Jaume Salvador.
En 1881, il participe à l'Exposition nationale des beaux-arts de Madrid avec la sculpture du Fils prodigue. La même année, il remporte le concours pour le Monument à Ramon Llull qui est organisé à Majorque. En 1882, il participe au concours pour le Monument au général Prim, et arrive en deuxième position. Mais, comme on l'a dit, sa célébrité arrive en 1882, lorsque les frères Vallmitjana ont abandonné la commande de la Vénus du Parc pour la lui confier. Les bons résultats obtenus par Eduard Alentorn dans la réalisation de la sculpture entraînent une avalanche de commandes de la part de la Commission de la Citadelle. Au cours des années suivantes, il est chargé de réaliser les sculptures assises de Félix de Azara et de Jaime Salvador pour la façade du musée Martorell - sculptures qui obtiennent la médaille de bronze à l'Exposition universelle de 1888 -, la fontaine du Renard et de la Cigogne, l'Astrologue (sculpture aujourd'hui disparue) et les Allégories de la renommée qui couronnaient le Palais des Beaux-Arts, ainsi que les Putti qui décorent sa façade. C'est à cette époque que, en raison de graves problèmes familiaux avec son père, Eduard Alentorn décide de ne plus jamais signer ou utiliser le nom de famille de son père et de n'utiliser que celui de sa mère pour le reste de sa vie. Le père avait maltraité les enfants lorsqu'ils étaient jeunes, puis avait disparu à Cuba ; des années plus tard, Eduard Alentorn tentait d'établir la communication, mais le père n'avait jamais répondu, ce qui explique la décision d'Eduard Alentorn.
En 1888, il contribue à une sculpture, La Marina, au Monument à Güell i Ferrer. La même année, il réalise également  les sculptures du capitaine Margarit et de l'effigie de Juan Pérez pour le monument à Christophe Colomb.
Les années suivantes sont marquées par les trois sculptures de la façade de la cathédrale (1890) et les trois reliefs et quatre sculptures pour le Palais de Justice (1894-96).
En 1900, il réalise la Santa Eulalia pour le Pla de la Boqueria et ensuite le Relief du tympan de la Basilique de Santa Maria à Villafranca del Penedès. En 1904, il réalise l'un de ses monuments les plus remarquables, le Monument au général Vara de Rey pour la ville d'Ibiza, tout en participant à de nombreux concours, comme celui du Monument au général San Martín au Pérou, qu'il ne remporte pas.
En 1906, il commence à travailler à l'œuvre du Cimborrio de la cathédrale de Barcelone, qu'il nourrit des 8 anges qui l'entourent et de la sculpture colossale de Santa Elena qui la couronne, achevée en 1910, la même année qu'il termine la sculpture de l'Allégorie de la religion pour le mausolée de Malagrida au cimetière de Montjuich et qu'il sculpte le Crucifix pour la crypte de la chapelle de Manuel Girona à la cathédrale de Barcelone. En 1915, il travaille sur trois fontaines publiques pour la mairie de Barcelone : la Fuente de la Tortuga, la Fuente de la Labradora et la Fuente del Negrito.
L'une de ses dernières œuvres connues est le buste de Ferran Alsina (actuellement au MNACTEC), qui se trouvait à l'origine au musée Alsina Mentor de Tibidabo.
Eduard Alentorn meurt le 7 septembre 1920 à Manresa dans la province de Barcelone, où il travaillait au Monument aux initiateurs du canal, qu'il n'a pu achever.

## Héritage
Eduard Alentorn était un sculpteur qui travaillait abondamment et constamment, même si sa valeur a été oubliée du fait qu'il a été peu étudié et que l'on connaît peu son œuvre ; c'était un sculpteur prolifique et très conforme au goût de l'époque, ce qui lui valut des commandes des plus grands clients : Francisco de Paula Rius y Taulet, Manuel Girona, Peris y Mencheta, Malagrida ....
Lorsqu'il est mort, toute la presse écrite s'est fait l'écho de la nouvelle et pendant quelques jours, on a voulu se souvenir de la grande valeur d'Eduard Alentorn. Malgré cela, la postérité ne lui a pas rendu la pareille et aujourd'hui encore, il est considéré comme un sculpteur de second ou troisième ordre, bien loin du sculpteur qu'il était réellement. Les journaux de l'époque soulignaient déjà qu'il avait été un sculpteur qui avait toujours travaillé dur et qui ne s'était jamais soucié de la célébrité, à tel point que même certains de ses amis n'étaient pas au courant de ses succès sculpturaux (« ... modeste, toujours enfermé dans son atelier... il se souciait peu ou plutôt pas du tout de la 'réclame'". Les succès obtenus au cours de sa carrière ont été nombreux, mais il ne les a jamais affichés, au contraire, il s'est efforcé de les cacher en n'en parlant même pas à ses amis... à cause de cette modestie... le numéro d'un sculpteur aussi prestigieux ne jouit pas de la popularité qui lui est due... »). Et c'est aussi la raison pour laquelle on ne sait rien de lui aujourd'hui non plus, puisqu'en dehors de ces écrits des jours qui ont suivi sa mort, il ne reste rien d'autre. Bien que le passage du temps lui ait donné une place secondaire dans la plupart des études sur la période, cela n'est dû qu'au fait que l'on sait peu de choses sur le sculpteur aujourd'hui. Malgré cela, il était un sculpteur très apprécié à son époque et recevait constamment des commandes.

## Œuvres

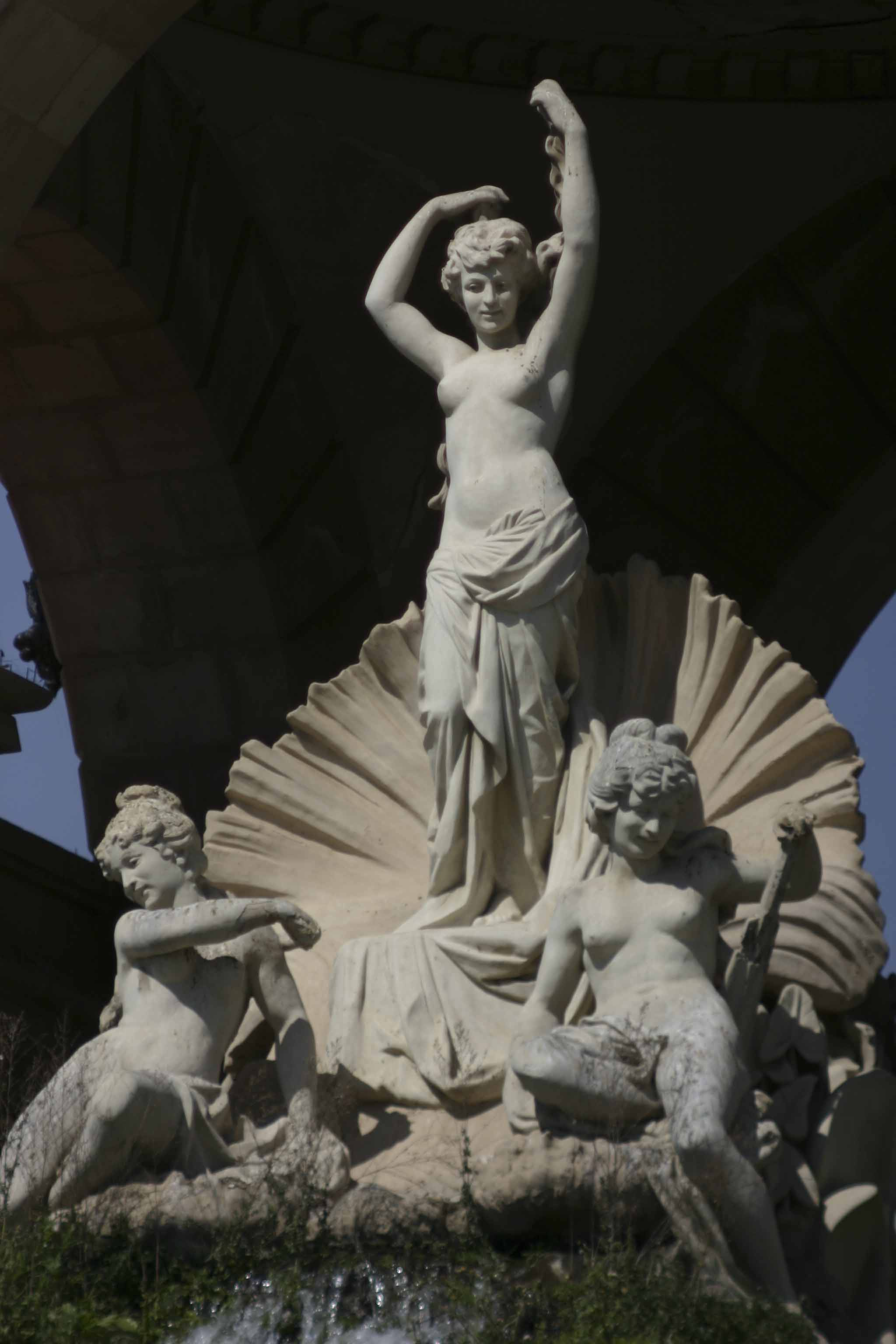
Vénus de la Cascade dans le Parc de la Ciutadella.

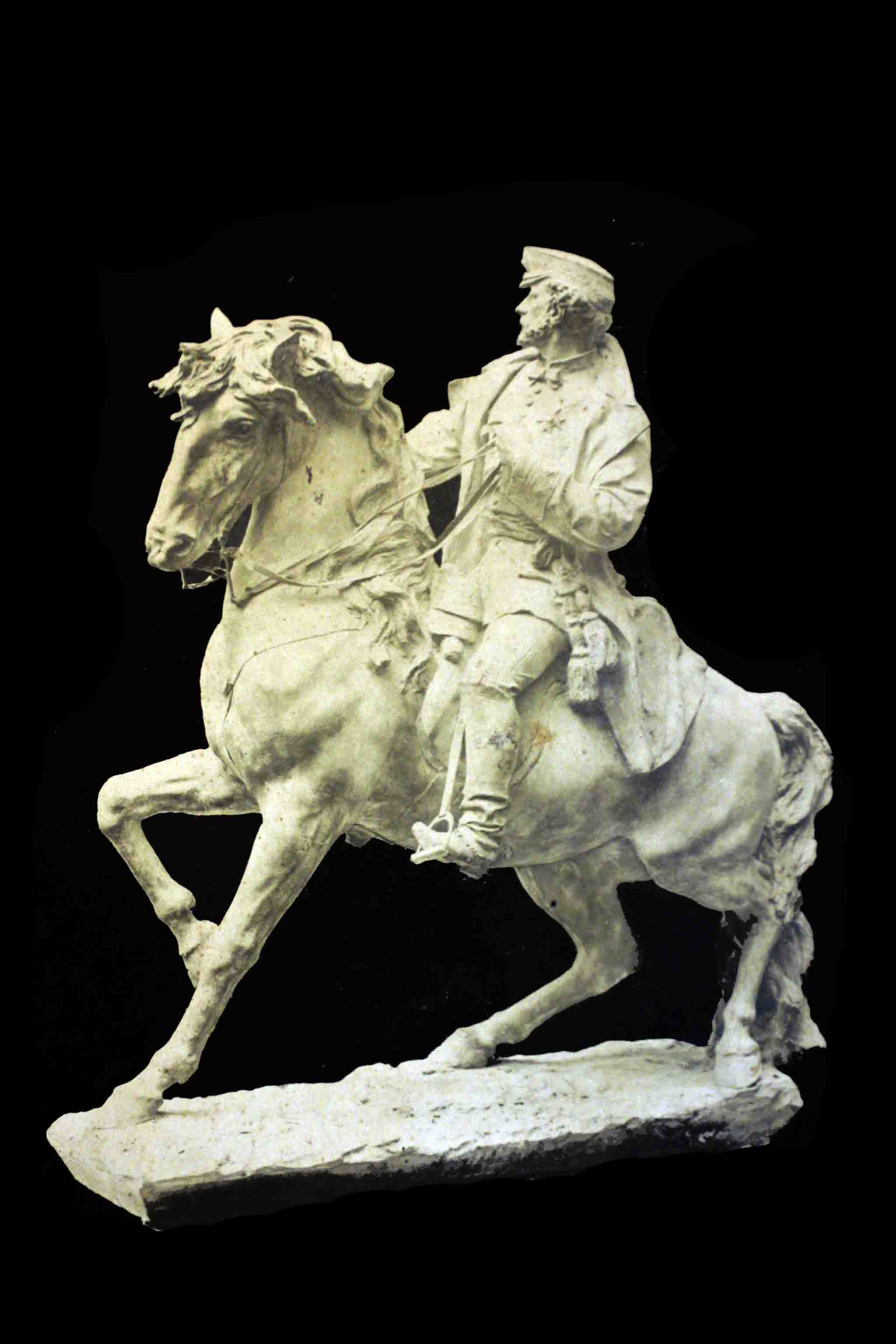
Projet pour le général Prim.

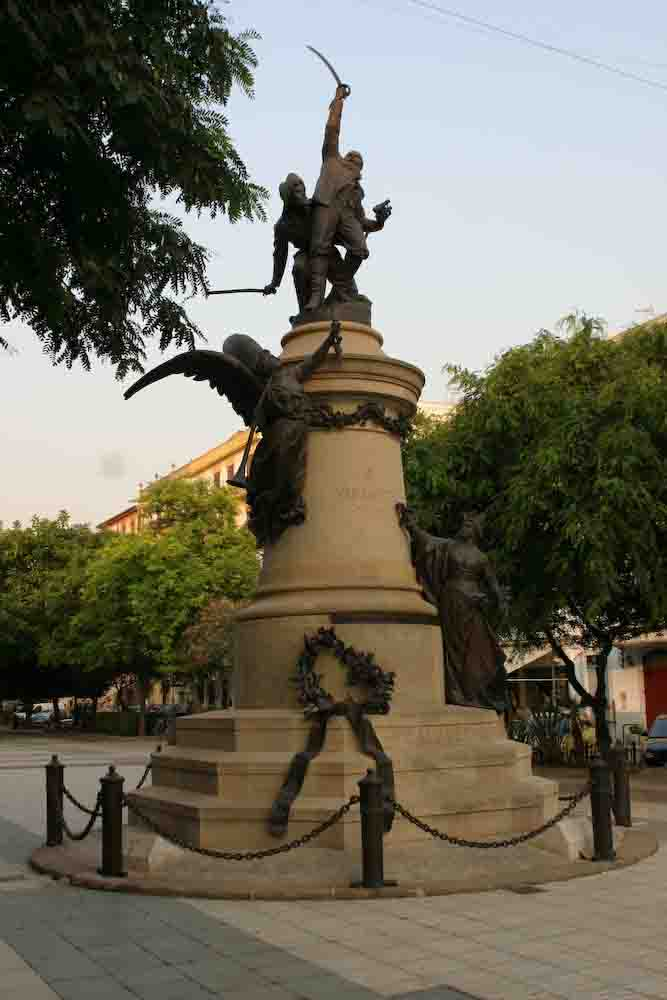
Monument à Vara de Rey, Ibiza.

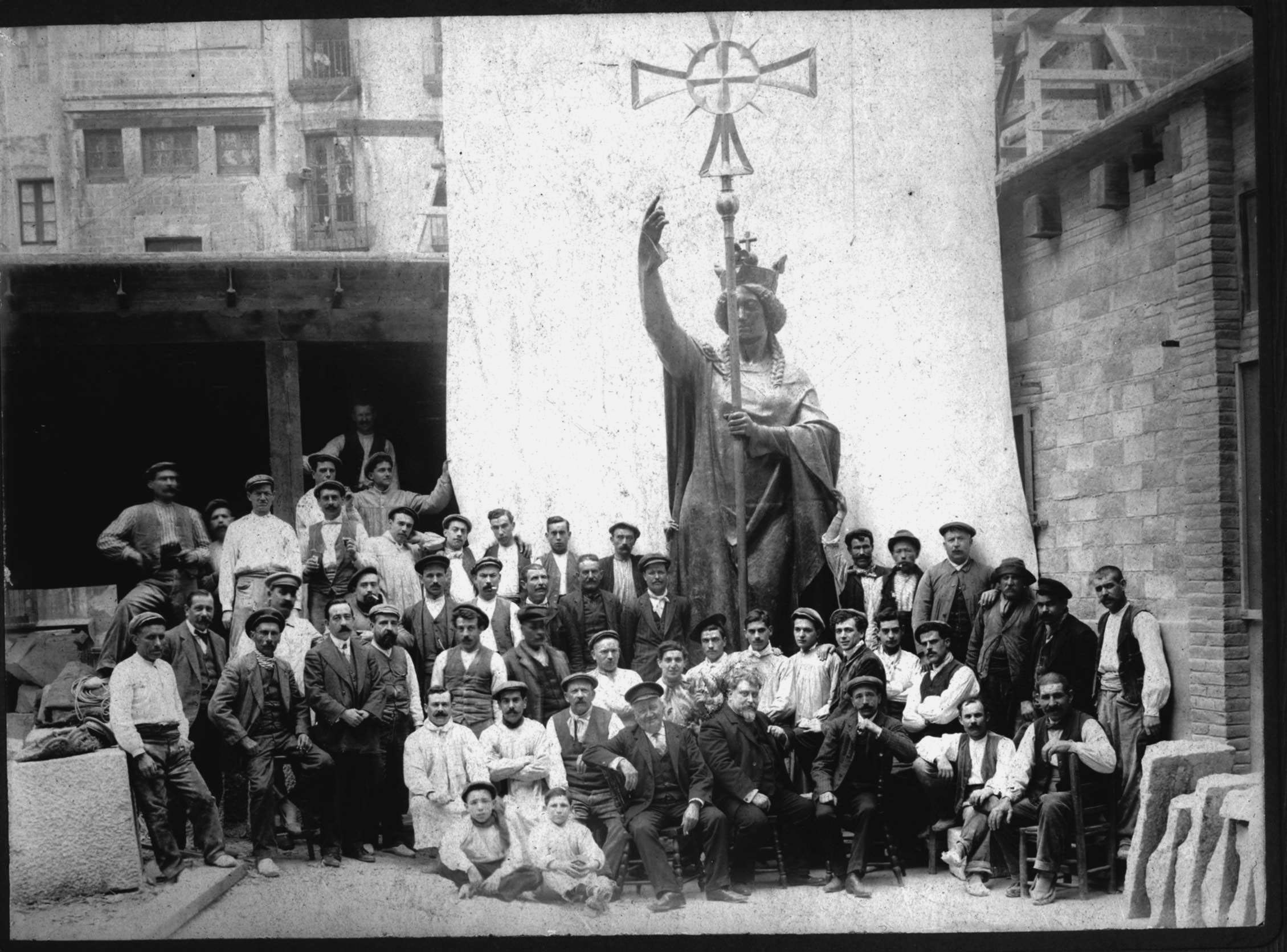
Santa Elena.

- Vénus de la Cascade dans le Parc de la Ciutadella, 1882
- Projet pour le général Prim, 1882
- Tétramorphe de la façade du Sacré-Cœur dans la rue Caspe, 1883-85
- Fontaine du renard et de la cigogne, Parc de la Ciutadella, 1884
- Félix de Azara, Musée Martorell, Ciudadela, 1884
- Jaume Salvador i Pedrol, Musée Martorell, Ciudadela, 1886
- El Capitán Margarit, Monument à Colón, 1888
- Efígie de Juan Pérez, Monument à Colón, 1888
- Deux allégories de la renommée du Palais des Beaux-Arts, 1888 (perdus)
- La Marina, Monumento a Güell i Ferrer, 1888 (perdue)
- Sculptures de Santa María del Socorro, San Raimundo de Peñafort et San José Oriol, Façade de la cathédrale de Barcelone, 1890
- 3 reliefs et 4 sculptures du Palais de Justice, 1894-96
- Santa Eulalia, Pla de la Boqueria, 1900
- Couronnement de la Vierge, Basilique de Santa María de Villafranca del Penedés, 1903-05
- Monument de Vara de Rey, Ibiza, 1904
- 8 anges encerclant le dôme de la cathédrale de Barcelone, 1906-08
- Sainte-Hélène couronnant la coupole de la cathédrale de Barcelone, 1910
- Allégorie de la religion, mausolée de Malagrida, cimetière de Montjuich, 1910
- Crucifix, crypte de la chapelle de Manuel Girona dans la cathédrale de Barcelone, 1910
- Fontaine de la tortue, place Sepúlveda, 1915
- Fontaine Negrito, diagonale avec la rue Bruch, 1915
- Fontaine de Pagesa, place Letamendi, 1915
- Buste de Ferran Alsina, MNACTEC, Tarrasa, 1917

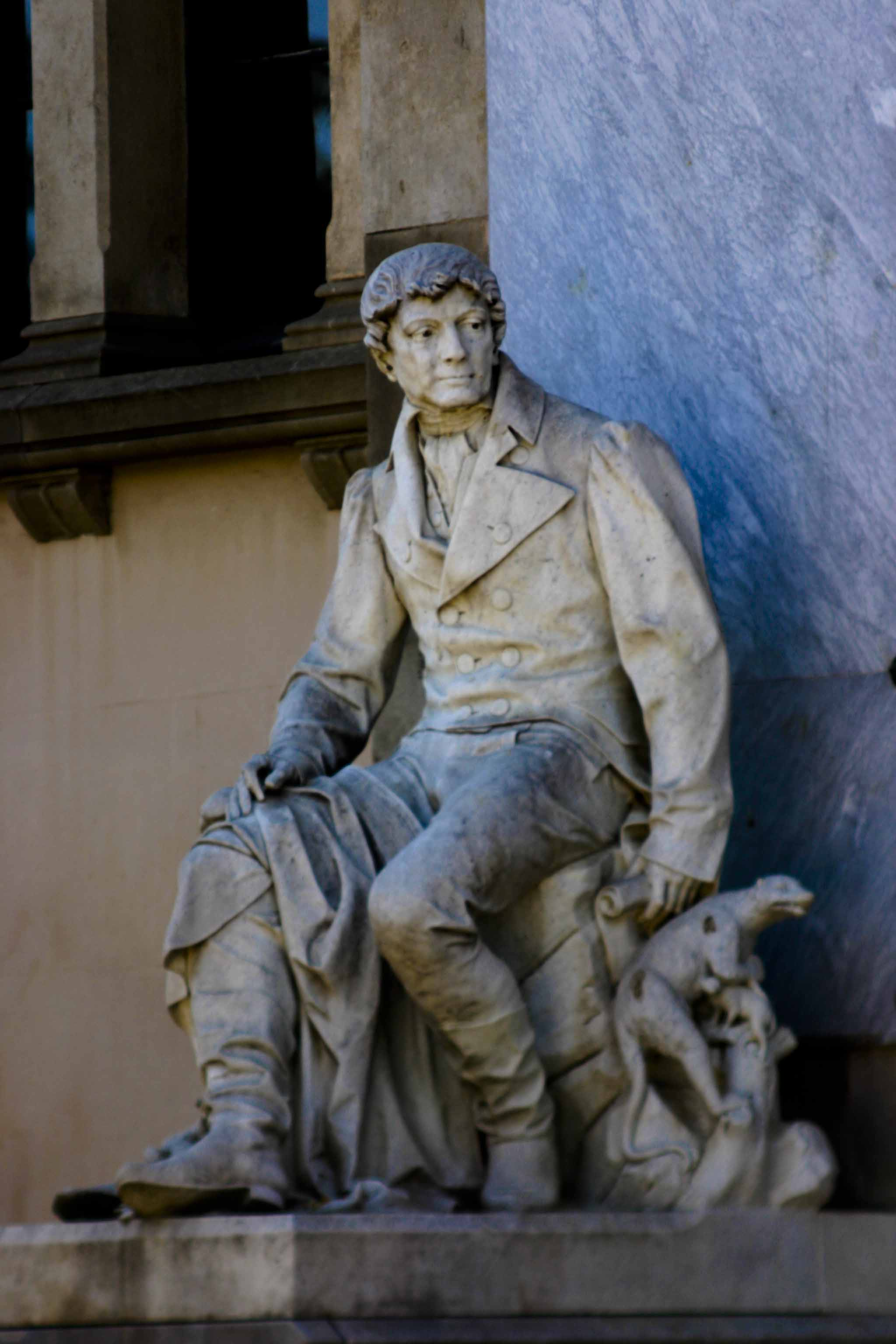
Félix de Azara.
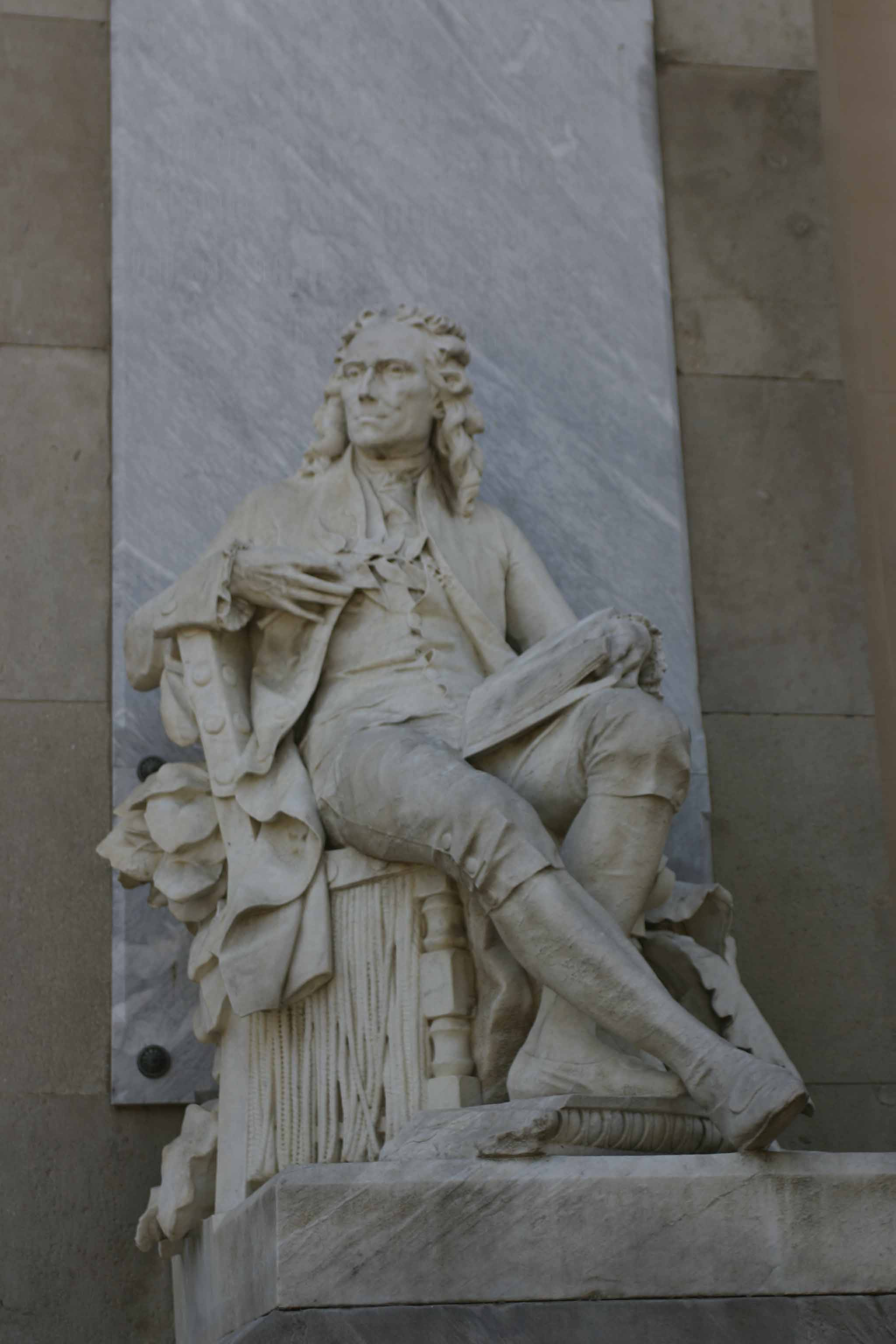
Jaume Salvador.
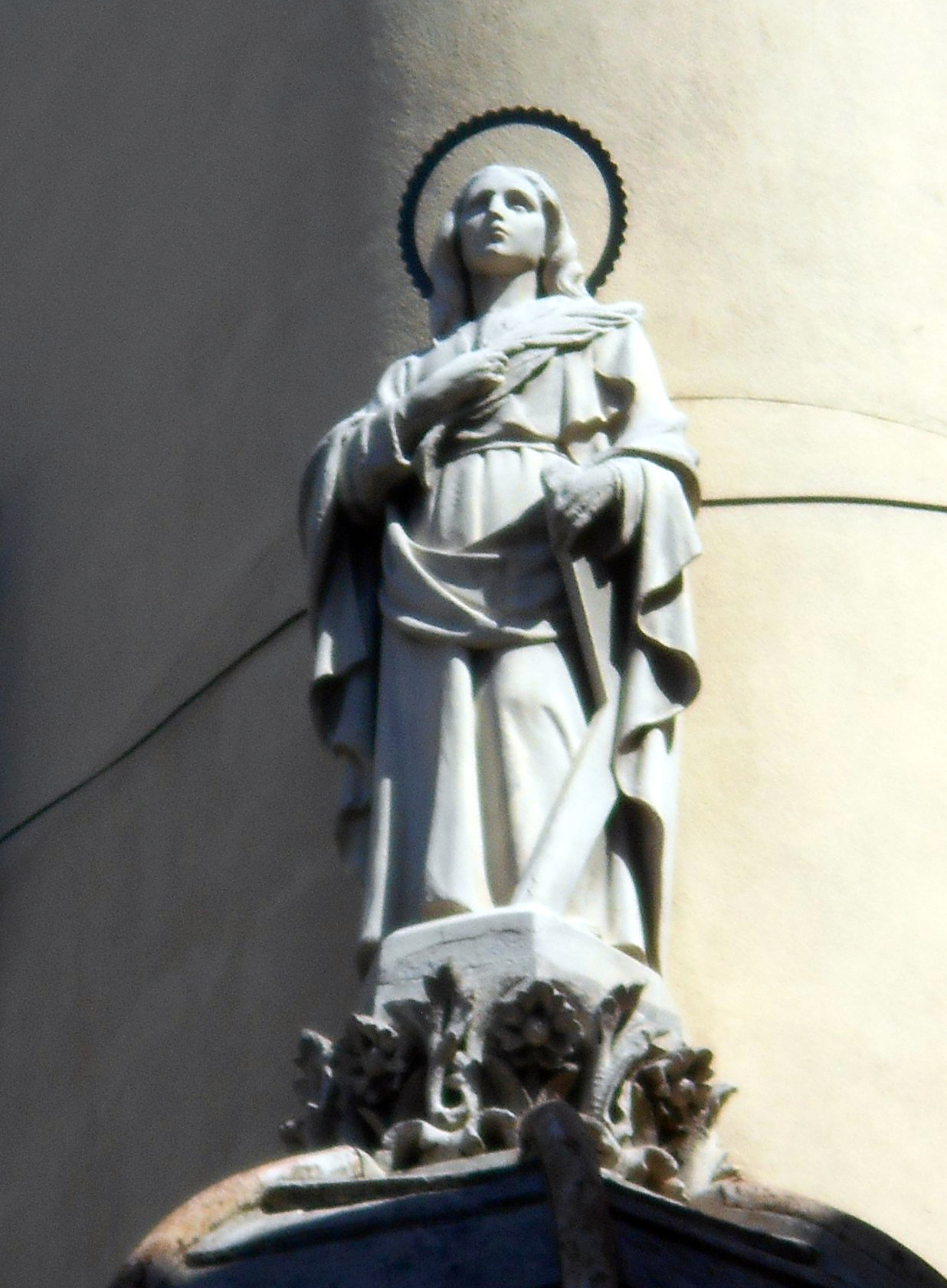
Santa Eulalia.
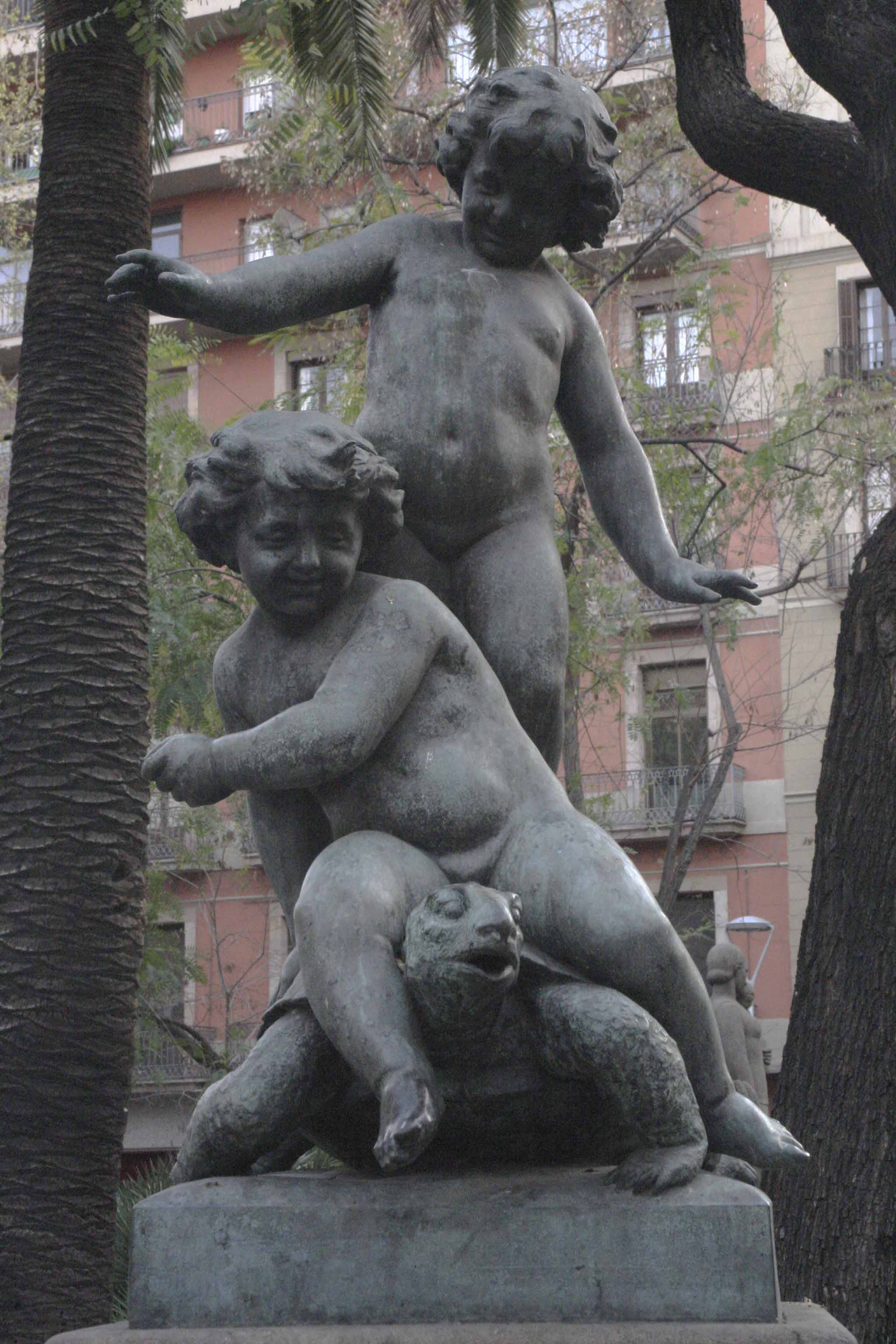
Fontaine de la tortue.
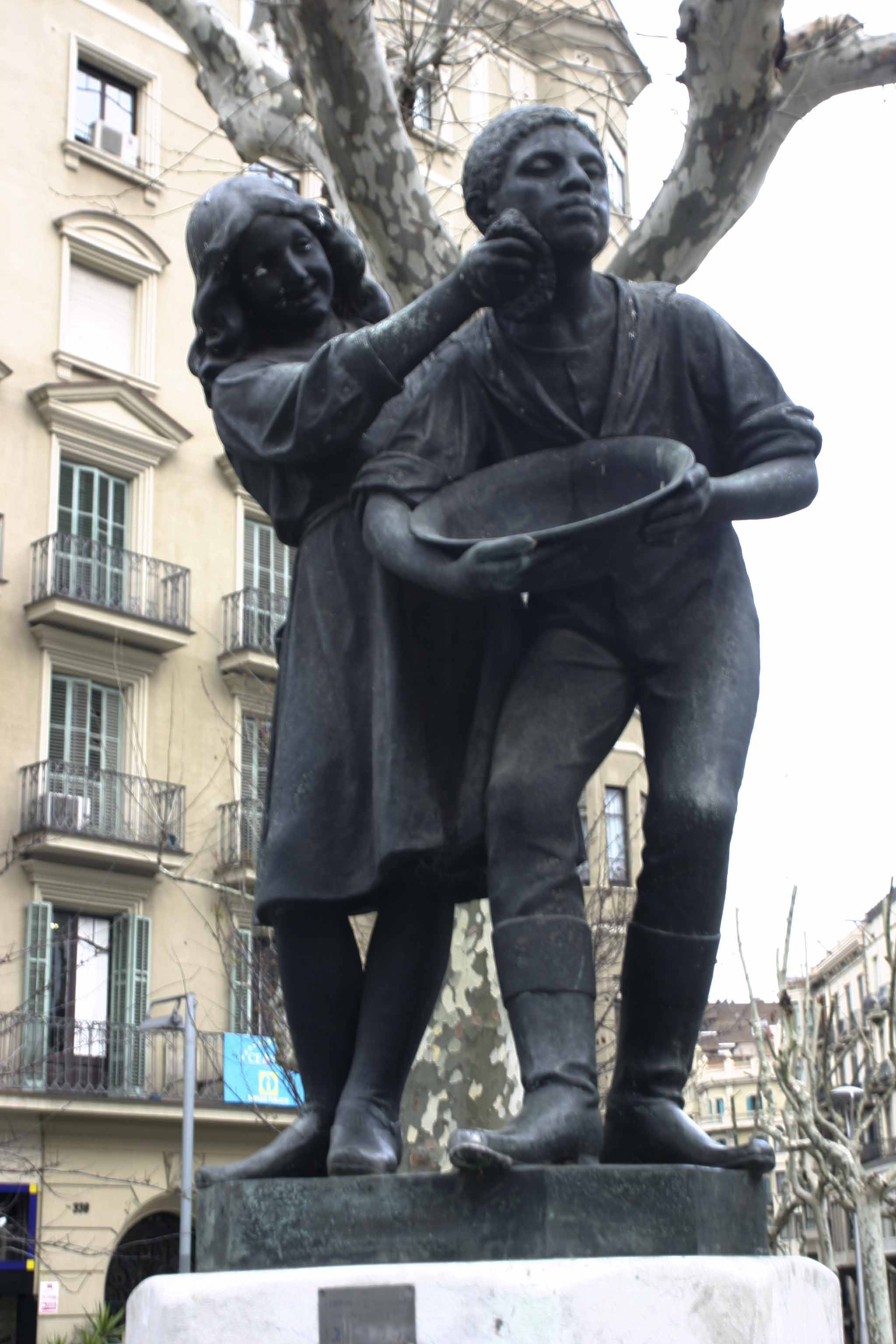
Fontaine Negrito.
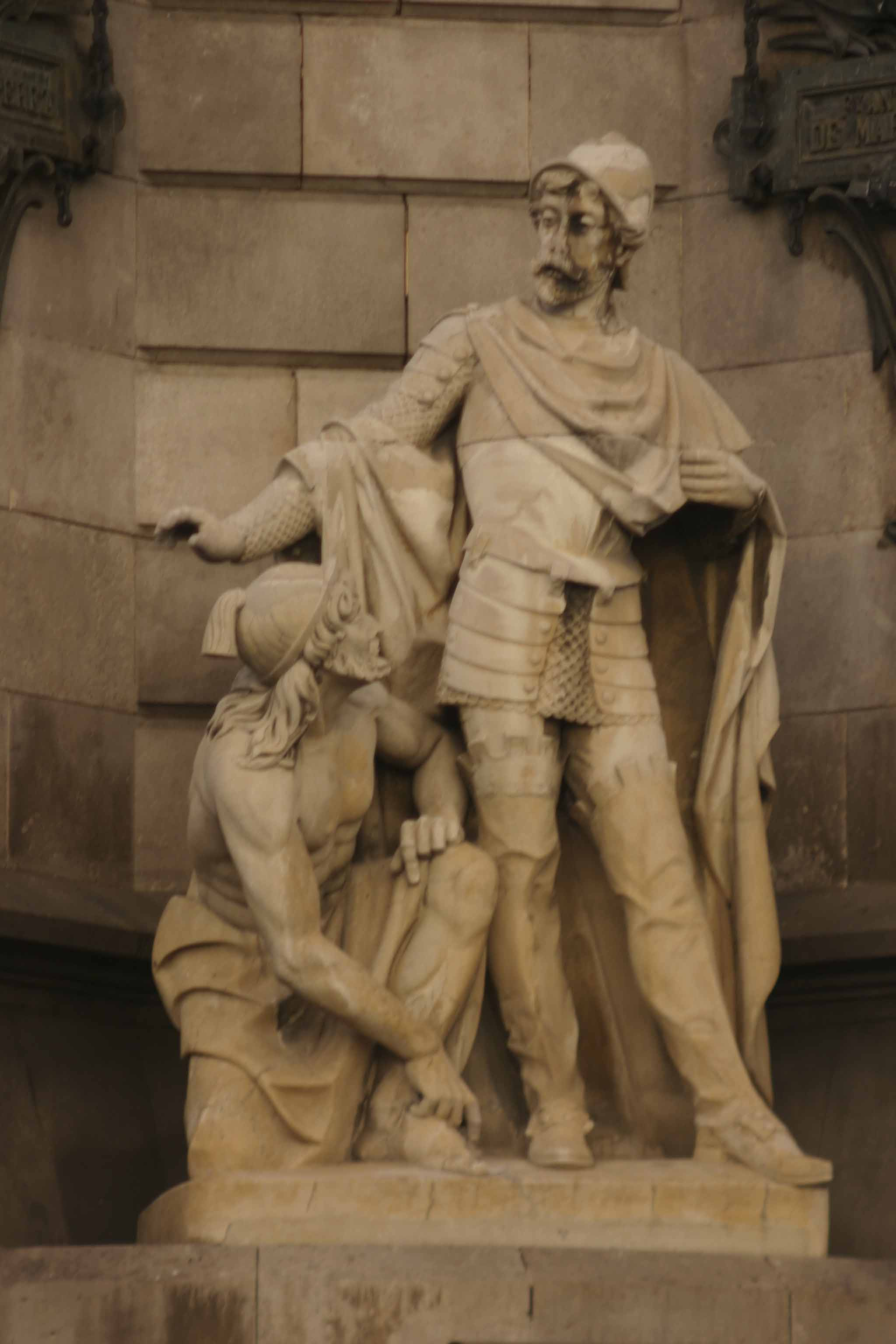
Le capitaine Margarit.
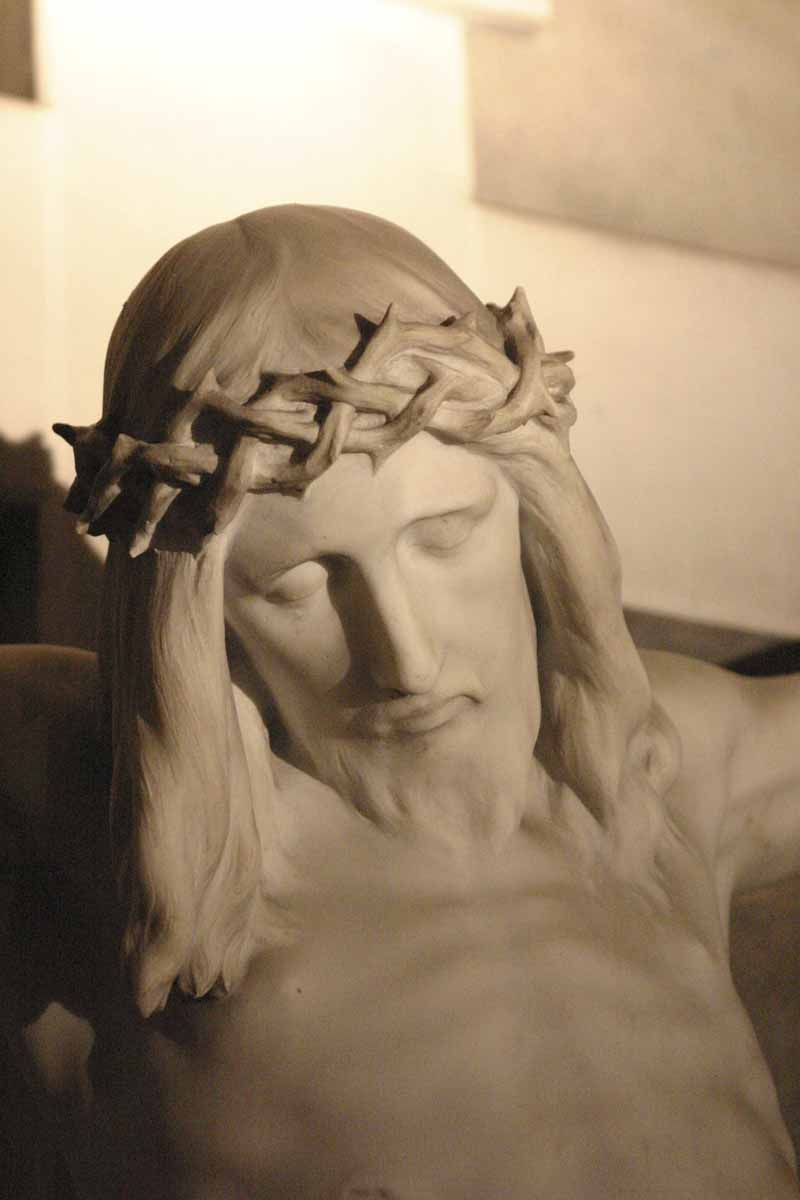
Le Christ de la chapelle de Gérone.
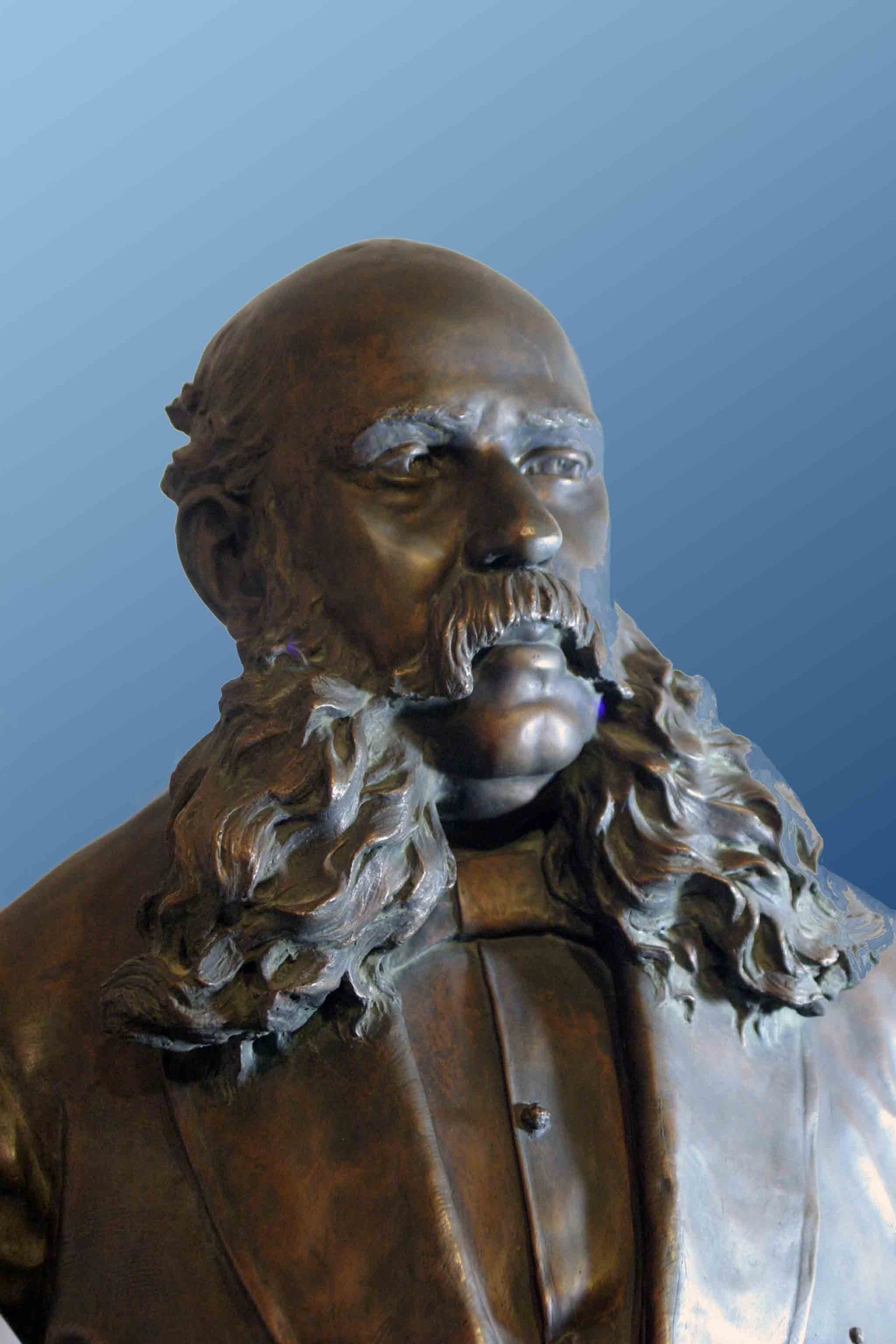
Buste de Rius i Taulet , maire de Barcelone.
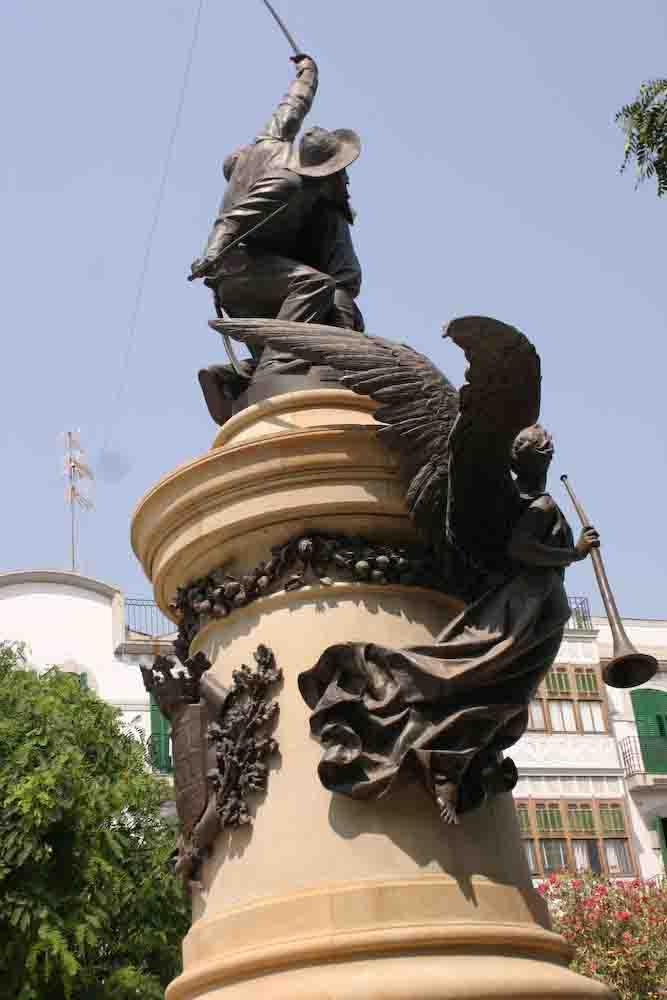
Monument à Vara de Rey, Ibiza.
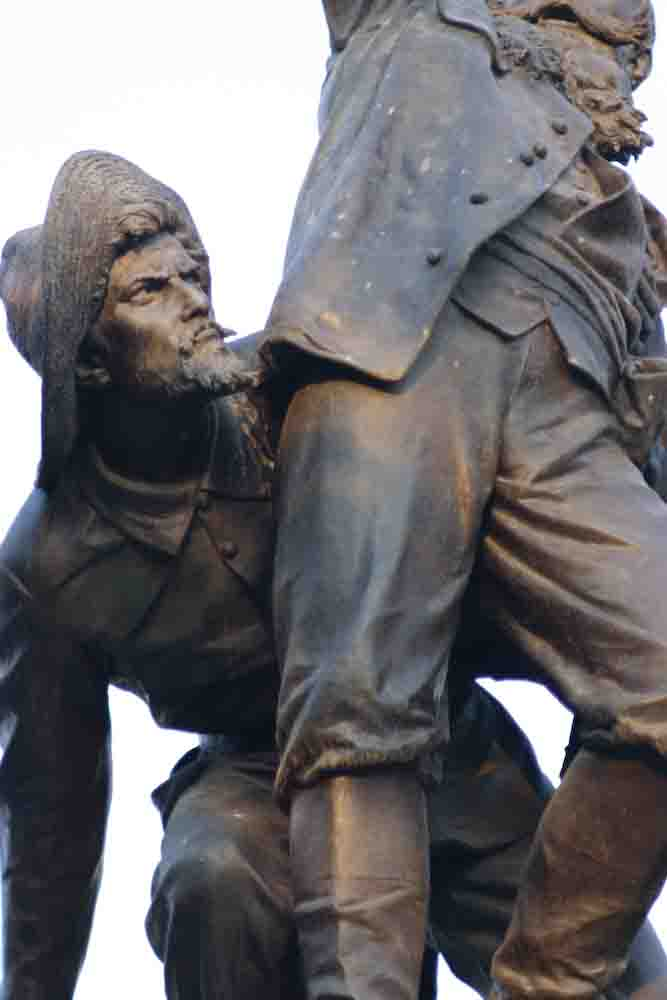
Monument à Vara de Rey, Ibiza, détail.